# بياتريس بيشارد ميجارس
بياتريس بيشارد ميجارس هي مهندسة معمارية مكسيكية. أسست شركة الهندسة المعمارية برناردي بيشارد أركيتكورا في عام 2000 مع التركيز في الغالب على المشاريع السكنية والشركات. تصاميمها، مثل منزل AA315 في مكسيكو سيتي، تستخدم زخارف من مهندسين معماريين مثل مايلز فان دير روهي. العديد من مشاريع شارد، بما في ذلك منزل AA315، تدمج المناظر الطبيعية المحيطة مع تصميم معماري حداثي. تشرف بيلشار على هيئة تحرير الموافر المعمارية المكسيكية.

## النشأة والتعليم
ولدت بيشار في مدينة مكسيكو لكنه سافرت كثيرا ً عندما كانت طفلة. وقد ذكرت أن طريقها إلى الهندسة المعمارية بدأ عندما كانت في الثامنة من عمرها، عندما صممت بركة لبناء في الفارغ المحيط بمنزل عائلتها.
درست بيشار الهندسة المعمارية في مدينة مكسيكو في جامعة أناثاك مكسيكو، ودرّسها العديد من أهم المهندسين المعماريين في المكسيك في القرن العشرين، بما في ذلك ماريو باني، وخوسيه لويس كالديرون كابريرا، وهيكتور براتشو، وسارا دوبيلسون.

## الحياه الخاصة
بينما كان طالبا في جامعة أناهواك مكسيكو، التقى بيشار اليخاندرو برناردي، الذي أصبح في وقت لاحق زوجها. برناردي شارك في تأسيس برناردي وبيشار أركيتكورا مع بيشار في عام 2000. وفي مقابلة، أشارت بيشار إلى أن الزواج من شريكها التجاري يجلب «القلب» في عملها. كما ذكرت أن مزج حياتها الشخصية والمهنية أدى إلى البحث عن التوازن بين المتانة والحياد والخلود في مشاريعها، استناداً إلى نضالاتها الشخصية التي توازن بين «الحياة الأسرية، وكونها أماً، وعملها».

## الوظائف
صممت بيشار منازل خاصة ومشاريع سكنية ومكاتب شركات متعددة الاستخدامات في المكسيك منذ عام 1991. وفي المقابلات، قالت إنها تعتقد أن مكسيكو سيتي هي مساحة فريدة من نوعها للتجريب المعماري. وفي عام 2017، ذكرت بيشار أنه من المهم «محاولة اختراع أساليب معمارية جديدة، ولسي أسلوبي العمارة المكسيكي أو الأجنبي ولكن البحث في تاريخ المكيكي والجمع بين التقدم التكنولوجي والتقني لخلق شيء شخصي ومبتكر».
تصاميمها الداخلية غالبا ما "تدور حول الفن" وشملت مبانيها قطع الأثاث من قبل هينجي، سيكوتي، مينوتي وكريستوف دلكورت. وفقا لموجز المعمارية، ويتحقق الانسجام من الفضاء في تصاميمها "بسبب تطبيق لوحة الألوان الرصين، حيث نغمات رمادية وتباين من الغابات الطبيعية تتلاقى.

## الجوائز
- 2005 بوكونوس ديلي جائزة أفضل الهندسة المعمارية للشركات.[7]
- 2017 بوكونوس ديلي الجائزة أفضل عمارة سكنية منزل AA315.[8]
- 2020 جائزة سيكواتورس لأفضل تصميم سكني.[9]